# Freiarbeit
Freiarbeit (auch Freie Arbeit) ist eine von Friedrich Fröbel in die Pädagogik eingeführte Form des Offenen Unterrichts.
Freiarbeit wurde beispielsweise von den Reformpädagogen Célestin Freinet und Maria Montessori – allerdings mit unterschiedlichen Intentionen – eingesetzt. Es gibt unterschiedliche Formen und Definitionen der Freiarbeit.

## Radikale Form
Bei der Freiarbeit können die Schüler ihre Themen nach ihren eigenen Interessen wählen und in ihrer eigenen Lernstruktur bearbeiten.
Sie haben dabei Freiheiten: organisatorisch – zeitlich (wann), räumlich (wo), kooperativ (mit wem), methodisch (wie), inhaltlich (was) –, sozial (Regeln in der Klasse), persönlich (welche Werte) und bei der Bewertung. Sie arbeiten weder inhaltsgleich noch zeitgleich oder zielgleich.
Der Lehrer ist Unterrichtsbegleiter, er gibt den Schülern Rückmeldungen über ihre Aktivitäten in der Unterrichtszeit. Er verzichtet auf Lehren und ist stattdessen Lernberater.
Freiarbeit ist die Aufhebung dessen, was man allgemein unter Unterricht versteht. Freiarbeit ist kein Teil des Stundenplans, sondern durchgängiges Unterrichtsprinzip. Freiarbeit ist die konsequente Verwirklichung differenzierten Unterrichts.
Die Schüler arbeiten nicht in einem ‚didaktischen Garten‘, sondern in der ‚freien Natur‘.

## Materialzentrierte Form
Bei dieser Form der Freien Arbeit wählen Schüler aus einer vorbereiteten Lernumgebung bestimmte Materialien aus und bearbeiten diese. Sie haben dabei die Freiheit bei der Auswahl der Inhalte. Die Materialien sollten Selbstkontrolle ermöglichen.
Struktur erhält die Unterrichtssituation durch die vereinbarten Verhaltensregeln und durch die Materialien bzw. die Arbeitsanleitungen und Aufgabenstellungen. Oft werden dabei auch didaktische Materialien eingesetzt, welche die Selbstkontrolle ermöglichen, wie Klammer- oder Wendekarten, LÜK oder Profax.

## Weitere Formen Freier Arbeit

### Didaktischer Garten
Der Grad der Freiheit im Unterricht kann enger oder weiter ausgestaltet werden, je nach den Vereinbarungen, die der Lehrer mit der Klasse trifft. So kann sich Freiarbeit nur auf ein Unterrichtsfach beziehen oder auch mehrere Lernbereiche umfassen. Die Ideen und Interessen der Schüler können einbezogen werden. Die Lernmöglichkeiten werden durch Angebote und Materialien ergänzt, die von der Lehrkraft beispielsweise auf einem ‚Angebotstisch‘ bereitgestellt werden (siehe auch Stationenlernen).
Die direkte Steuerung des Unterrichts durch die Lehrer wird zurückgenommen und die Schüler lernen stattdessen in einer Art „didaktischem Garten“ (Hagstedt).

### Freiarbeit an selbst gewählten Themen (Themenarbeit)
Im Rahmen von Freiarbeit an selbst gewählten Themen (kurz: Themenarbeit, vgl. Bannach 2002) erhalten Schüler die Möglichkeit, über Ziele, Inhalte und einige Bedingungen ihrer Arbeit selbst zu bestimmen. Sie haben bei der Themenarbeit die Aufgabe, sich ein Thema, eine Problemstellung frei zu suchen oder ein Vorhaben selbständig zu entwickeln, und sie können sich damit eine längere Zeit an bestimmten Stunden der Woche in Einzel-, Partner- oder Gruppenarbeit  beschäftigen. Zum Abschluss berichten sie bei einer Präsentation über ihre Arbeit und tragen Ergebnisse vor, zeigen Erstelltes oder dokumentieren ihre Arbeitsprozesse.
Praktische Erfahrungen mit dieser Form von Freiarbeit liegen vom ersten Schuljahr bis zur gymnasialen Oberstufe vor. In der Grundschule wird diese Unterrichtsform häufig im Rahmen des Sachunterrichts eingesetzt.

#### Besondere Merkmale
Wichtig ist der Prozess der selbstbestimmten Themenfindung, da die Schüler die Chance haben sollten, an einem Thema zu arbeiten, das sie stark interessiert (selbstbestimmtes Lernen und interessenorientiertes Lernen).
Die Schüler können als Paar oder Kleingruppe zusammenarbeiten (kooperatives Lernen). Freundschaftsgruppen erleichtern die Gesamtorganisation der Themenarbeit.
Die Informations- und Materialbeschaffung ist Teil des Unterrichts und wird von den Schülern weitgehend selbst organisiert (selbständiges und selbstorganisiertes Lernen).
Der Lehrer hat in erster Linie beratende Funktion während der Arbeitsprozesse.
Die Präsentation des Themas wird von den Schülern so vorbereitet, dass sie Interesse bei den Zuschauern weckt (Aktivierung der Mitschüler z. B. durch ein Quiz).

#### Verlauf der Themenarbeit
1. Themenfindung und Bildung der Arbeitsteams
2. Entwicklung eines Arbeitsplanes
3. Informations- und Materialbeschaffung
4. Erarbeitung eines Themenschwerpunktes: Aufbereitung und Darstellung der Informationen
5. Vorbereitung der Präsentation
6. Präsentation der Arbeitsergebnisse
7. Reflexion des Arbeitsprozesses und der Ergebnisse

#### Hilfen zur Durchführung
Ein Planungsbogen kann helfen, die Arbeit  zu strukturieren. Die Vermittlung von spezifischen Lern- und Arbeitstechniken im Vorfeld oder im Verlauf der Arbeit stärkt die Methodenkompetenz der Schüler und erleichtert ihnen das selbständige Arbeiten. Wichtige Bestandteile der Themenarbeit sollten jüngere Schüler im Vorfeld kennenlernen, z. B. Gestaltung einer Themenseite, Präsentation von etwas vor der Gruppe, Reflexion über eine geleistete Arbeit usw.
Die Gestaltung eines Themenheftes kann Anstoß und Hilfe sein, um sich einem Thema vertieft zu widmen, Bild- und Textmaterial auszuwählen und zu kommentieren, Informationen – auch zeichnerisch – aufzuarbeiten und für andere verständlich darzustellen.
Zur Begleitung und Reflexion der Arbeitsphasen bietet sich bei älteren Schülern (ab Klasse 5) ein Lerntagebuch an.
Die Auswertung des gesamten Arbeitsprozesses könnte zunächst im persönlichen Gespräch mit dem Lehrer erfolgen; liegen bei den Schülern bereits Erfahrungen vor, kann ein Reflexionsbogen eingesetzt werden.